# رابرت آلارت
رابرت آلارت (انگلیسی: Robert Allart؛ زادهٔ ۲۹ نوامبر ۱۹۱۳) وزنه‌بردار اهل بلژیک بود.
وی در مسابقات کشوری و بین‌المللی در مجموع برندهٔ ۱ مدال برنز شده‌است.